# Сан Лоренцо де Алмагро
Вижте пояснителната страница за други значения на Сан Лоренцо.
Клуб Атлетико „Сан Лоренцо де Алмагро“ (на испански: Club Atlético San Lorenzo de Almagro), по-популярен под името „Сан Лоренцо“ е футболен клуб от квартал „Boedo“ в Буенос Айрес, Аржентина.

## История
Клубът е основан на 1 април 1908 г. от католическия свещеник Отец Лоренцо Маса. Името е дадено в чест на е един от седемте дякони в Древен Рим – Св. Лаврентий Римски (на латински: Laurentius). Седалището на новия клуб е квартал „Алмагро“, което също е отразено в името.
Като се започне от създаването на професионалния футбол през 1931 г., и със спечелените 10 титли на Аржентина Сан Лоренцо се нарежда на престижното 4-то място (след Ривър Плейт, Бока Хуниорс и Индепендиенте) във вечната ранглиста на аржентинския професионален футбол. През 1933 г. клубът печели първата си титла на професионално ниво, а през 1946 г. прекъсва победната серия на Ривър Плейт в шампионата на Аржентина. През същата година отборът прави презокеанско турне и изиграва серия от приятелски мачове в Испания и Португалия. В първата среща губят от Реал Мадрид, но после побеждават последователно Барселона и националните отбори на Испания и Португалия, а испански журналисти ги засипват със суперлативи и ги наричат „най-добрият отбор в света“. От Барселона дори предлагат договор на нападателя Рене Понтони, но той отказва да напусне Аржентина. Друг футболист Рейналдо Мартино остава в Европа и се превръща в звезда на Ювентус Торино.
През 1960 г. Сан Лоренцо е основен фаворит за трофея в първото издание на новосформирания турнир Копа Либертадорес, но губи полуфинала след ожесточена борба от бъдещия носител на трофея уругвайския Пенярол. При разменено домакинство двата отбора не успяват да излъчат победител (след 1:1 и 0:0) и в третата среща уругвайците печелят на собствен терен с 2:1. В периода 1968 – 1974 г. Сан Лоренцо печели 4 титли на Аржентина и получава прозвището „los matadores“. През 1981 г. клубът изпада в Сегунда, но още на следващия сезон се завръща в елита на Аржентина.
В началото на новия век идват новите успехи на международната сцена. През 2001 г., печели последното издание на Копа Меркосур, като постепенно елиминира бразилските Коринтианс и на финала Фламенго след изпълнение на дузпи. Година по-късно през 2002 печели първото издание на Копа Судамерикана, като буквално разбива колумбийския Атлетико Насионал с 4:0. В турнира за Копа Либертадорес Сан Лоренцо има загубени три полуфинала (1960 Пенярол, 1973 Индепендиенте, 1988 Нюелс Олд Бойс).
Клуб Сан Лоренцо се свързва с екипа на работническата класа. Основният противник на клуба е Хуракан.

## Успехи
- Примера Дивисион Аржентина (15):
  - Примера Дивисион: 1923, 1924, 1927, 1933, 1936, 1946, 1959
  - Метрополитано: 1968, 1972
  - Насионал: 1972, 1974
  - Клаусура: 1995, 2001, 2007
  - Инициал: 2013
- Вицешампион на Сегунда Аматьорската дивисион: 1914
- Шампион на Примера Б: 1982
- Копа Меркосур
  - Шампион (1): 2001
- Копа Судамерикана
  - Шампион (1): 2002
- Копа Либертадорес
  - Шампион (1): 2014

## Известни бивши футболисти
- Хосе Луис Чилаверт
- Себастиан Абреу
- Паоло Монтеро
- Иван Кордоба
- Оскар Руджери
- Диего Пласенте
- Карлос Билардо
- Фабрисио Колочини
- Андрес Д`Алесандро
- Кили Гонсалес
- Кристиан Ледесма
- Марио Сантана
- Валтер Асеведо
- Пабло Сабалета

## Бивши треньори
- Гилермо Стабиле
- Карлос Билардо
- Алфио Базиле
- Бора Милутинович
- Мануел Пелегрини
- Оскар Руджери